# Тарасій (патріарх Константинопольський)
Тарасій або Патріарх Тарасій (грец. Πατριάρχης Ταράσιος, біля 730 — 25 лютого 806 року Константинополь) — константинопольський патріарх в 784–806 роках, писар імператора Костянтина VI, християнський святий.

## Життєпис
Святитель Тарасій, народився в сім'ї патриціїв Георгія і Єнкратії. Був вихований в Константинополі, де отримав хорошу освіту. Став радником і писарем при дворі імператора Костянтина VI Багрянородного (780—797) і його матері, імператриці Ірини Афінської (797—802). У ті часи в церкві поширювалась єресь іконоборства. Святитель Павло (780—784), тодішній Патріарх Константинополя, через слабкість характеру, не міг боротися з цим явищем і тому віддалився в монастир де прийняв схиму. Коли до нього прийшла імператриця Ірина зі своїм сином-імператором, святитель Павло оголосив їм, що гідним наступником його може бути тільки Тарасій (у той час мирянин).  
Тарасій був зведений на патріарший престол у 784 році. Він мудро управляв церквою 22 роки. Вів суворе аскетичне життя. Усе своє майно витратив на Богоугодні справи, годуючи людей похилого віку, жебраків, сиріт і вдів, а у Святу Пасху влаштовував для них трапезу, на якій сам прислуговував. Патріарх безстрашно викрив царя Костянтина, сина імператриці Ірини, коли той обмовив свою дружину Марію, ув'язнив її в монастирі, щоби одружитися з іншою жінкою. Він відмовився розірвати шлюб імператора, за що впав у немилість Василевса. Але невдовзі Костянтин був позбавлений влади своєю матір'ю, царицею Іриною. 
Святитель Тарасій помер у 806 році. Похований у збудованому ним монастирі на Босфорі. Гріб його став джерелом багатьох чудес. 

### Другий Нікейський собор

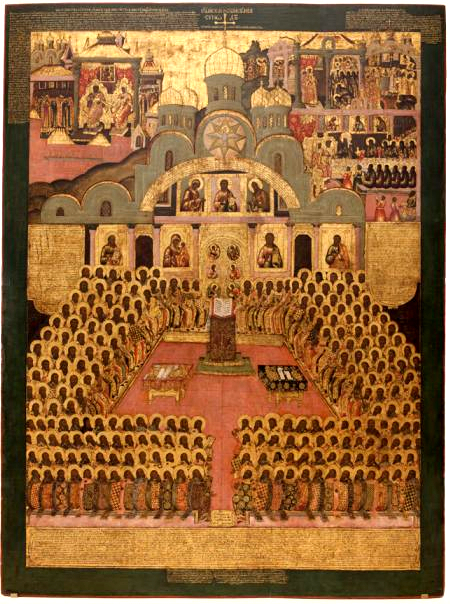
Сьомий Вселенський Собор
(ікона XVII століття, Новодівочий монастир)

У 787 році під головуванням Патріарха Тарасія в м. Нікеї відбувся VII Вселенський Собор, в якому взяли участь 367 єпископів, яким і було затверджено шанування святих ікон. Також було прийнято в лоно Церкви тих єпископів, які потерпіли від іконоборців.

## Канонізація
Святий і в католицизмі, і в православ'ї. Пам'ять Святителя Тарасія Церкви візантійського обряду звершують 25 лютого (10 березня) за старим стилем і 25 лютого за новоюліанським календарем.